# La xicota del pirata
La xicota del pirata (títol original en francès: La Fiancée du pirate) és una pel·lícula francesa de Nelly Kaplan estrenada el 1969. Ha estat doblada al català.

## Argument
La història és la de la venjança de Marie, una òrfena pobra, contra la hipocresia i la mediocritat del poble de Tellier, una localitat lúgubre, submergida en les calitges i el fang de l'hivern. La pel·lícula denuncia en una línia més surrealista que social, tenyida d'humor negre, la bestiesa, la maldat i la hipocresia dels ben pensants. Segons els propis termes de Nelly Kaplan és «la història d'una bruixa dels temps moderns que no és cremada pels inquisidors, ja que és ella que els crema».
Segons les mediocritats notables del poble, quan Marie i la seva mare arribaren a Tellier, nòmades i sense papers, van ser generosament acollides i adoptades. De fet, les exploten per als treballs més penosos, anant fins a exercir una mena de dret de cuixa, incloent-hi el de la rica grangera lesbiana Irène.
Un dia, la mare de Marie es «atropellada» per un mal conductor. Després d'haver portat la morta a la cabana miserable on vivia amb la seva filla, M. El Duc, el farmacèutic Sr. Paul, el guarda forestal Duvalier, discuteixen sobre el seu cadàver encara calent, per a concloure que declararan la defunció com «mort natural». Cap d'ells no vol d'una investigació de la gendarmeria, que arriscaria revelar les condicions inhumanes en les quals tot Tellier mantenia les dues dones. Això és massa per a Marie, que per primera vegada es rebel·la.
De cara a l'hostilització dels mascles del poble, decideix venjar-se. Des d'aleshores, es prostitueix per 30 francs cada servei. Incapaços de resistir als seus encants, víctimes del xantatge de Marie, que amenaça de revelar-ho tot a les seves esposes si no afluixen la mosca, els vilatana són obligats a pagar... I els humilia atorgant gratuïtament els seus favors a l'operador ambulant André, o al treballador agrícola espanyol Jesus, mentre refusa a Gaston Duvalier que li proposa el matrimoni. Marie, així, acumula una petita fortuna.
Última venjança, acaba difonent en plena missa les confidències i maledicències que ha recollit entre llençols gràcies a un magnetòfon: la hipocresia i la mesquineria dels respectables parroquians, i fins i tot les del rector, apareixen finalment. Bojos furiosos, llancen cap a la cabana de Marie, però arriben massa tard: l'ha incendiat abans de fugir. Només poden saquejar cegament el seu munt de trastos, pagats amb els seus diners. Sense equipatge i els peus nus, Marie agafa el camí de la llibertat sobre fons de camp primaverenc.

## Repartiment
- Bernadette Lafont: Marie
- Georges Géret: Gaston Duvalier
- Michel Constantin: André
- Julien Guiomar: el duc
- Jean Parédès: monsieur Paul
- Francis Lax: Émile
- Claire Maurier: Irène
- Pascal Mazzotti: l'abat Dard
- Jacques Masson: Hippolyte
- Henry Czarniak: Julien
- Jacques Marin: Félix Lechat
- Micha Bayard: Mélanie Lechat
- Fernand Berset: Jeanjean
- Renée Duncan: Delphine
- Gilberte Géniat: Rose
- Claire Olivier: la mare de Marie
- Louis Malle: Jésus
- Claude Makovski: Victor

## Crítiques
| «                                                  | Aquesta pel·lícula feroç i devastadora només podrà sorprendre els imbècils ja que és, en el fons, una bonica història d'amor. | » |
| — Marcel Martin, Les Lettres françaises 10/12/1969 | |   |

| «                                             | Aquesta primera gran pel·lícula de Nelly Kaplan és devastadora i insolent (...) Alegrarà el públic molt simple per la seva truculència i agradarà als subtils, als refinats per a les seves referències i la seva contestació | » |
| — Michel Duran, Le Canard enchaîné 20/12/1969 | |   |

| «                                                | Nelly Kaplan ataca la xenofòbia, la hipocresia, i la injustícia. Aquesta pel·lícula on ens riem de bon grat és més greu del que pensàvem. | » |
| — Claude Mauriac, Le Figaro littéraire 1/12/1969 | |   |

| «                                      | No tots els dies ni tan sols tots els mesos, una pel·lícula exalta així, de forma tan provocadora i sana, els valors que ens són tan estimats i essencials com la revolta, la llibertat, la vida, el cinema - o, almenys, un cert cinema: el bo, aquell que no mistifica i no aliena | » |
| — Guy Braucourt, Cinema 70, gener 1970 | |   |

| «                                      | Una pel·lícula per a Bunuel, però dirigida per una dona. És dir que els cops de marrà (n'hi ha a la pel·lícula) són reemplaçats per urpades. Però queda prou crueltat per entusiasmar uns i indignar els altres. Hi ha sobretot una obra plena de saba que contrasta feliçment amb la producció corrent. | » |
| — Robert Chazal, France-Soir 7/12/1969 | |   |

| «                                 | La intel·ligència de Nelly Kaplan és d'haver aconseguit alhora una pel·lícula d'autor i una pel·lícula per a gran públic, sense fregar mai amb la vulgaritat i donant a la menor banalitat una poesia indicible. | » |
| — Henry Chapier, Combat 4/12/1969 | |   |

| «                                                                                    | Marie, magníficament interpretada per Bernadette Lafont, treu els cordills de marionetes que representen un ordre social hipòcrita. A la bonica noia lliure i amoral s'hi oposen les caricatures d'un món fluix, mediocre i pudibund. (...) Una comèdia en els confins del surrealisme. | » |
| — Claude Bouniq-Mercier, Guide des Films dirigit per Jean Tulard, ISBN 2-221-90054-5 | |   |